# ألويس زيمر
ألويس زيمر (بالألمانية: Alois Zimmer )‏ (و. 1896 – 1973 م) هو سياسي، وقانوني، من ألمانيا، كان عضوًا في الاتحاد الديمقراطي المسيحيشارك في الانتخابات الرئاسية الألمانية الغربية 1949كان عضوًا في الجمعية البرلمانية لمجلس أوروبا، توفي في ترير، عن عمر يناهز 77 عاماً.

## مناصب
تولى منصب عضو البرلمان الألماني، وعضو مجلس الشورى الموحد من راينلاند بالاتينات.

## جوائز
حصل على جوائز منها:
- الصليب الأكبر من وسام استحقاق جمهورية ألمانيا الاتحادية.

## روابط خارجية
- ألويس زيمر على موقع مونزينجر (الألمانية)